# Antunovac (Lipik)
Antunovac is een plaats in de gemeente Lipik in de Kroatische provincie Požega-Slavonië. De plaats telt 422 inwoners (2001).